# Opisthocentrus zonope
Opisthocentrus zonope är en fiskart som beskrevs av Jordan och John Otterbein Snyder 1902. Opisthocentrus zonope ingår i släktet Opisthocentrus och familjen taggryggade fiskar. Inga underarter finns listade i Catalogue of Life.